# قائمة رؤساء بلدية القدس

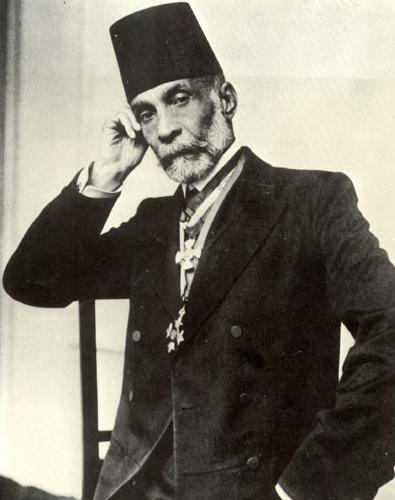
موسى الحسيني (1918–1920)

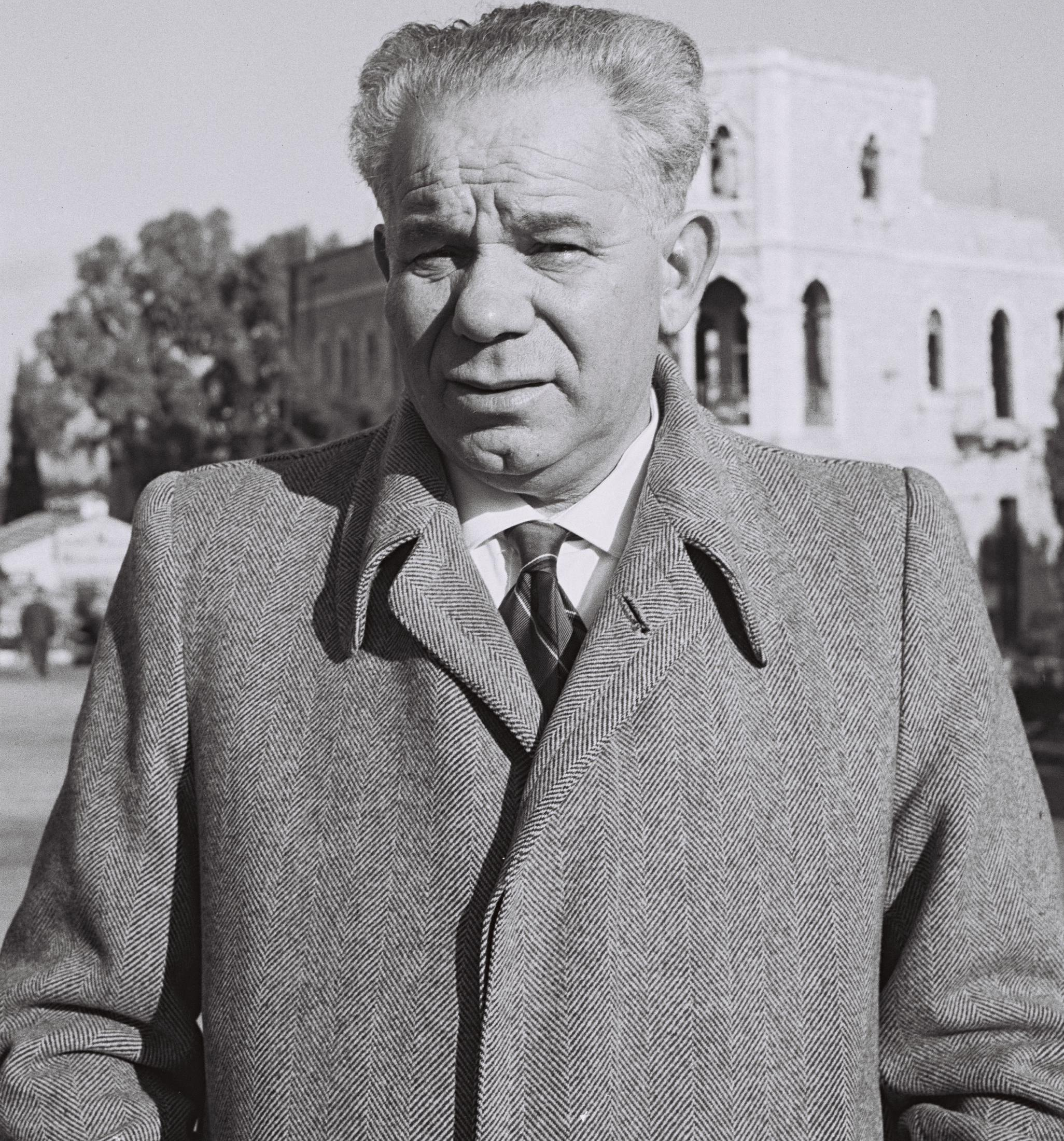
مردخاي إش شالوم (1959-1965)

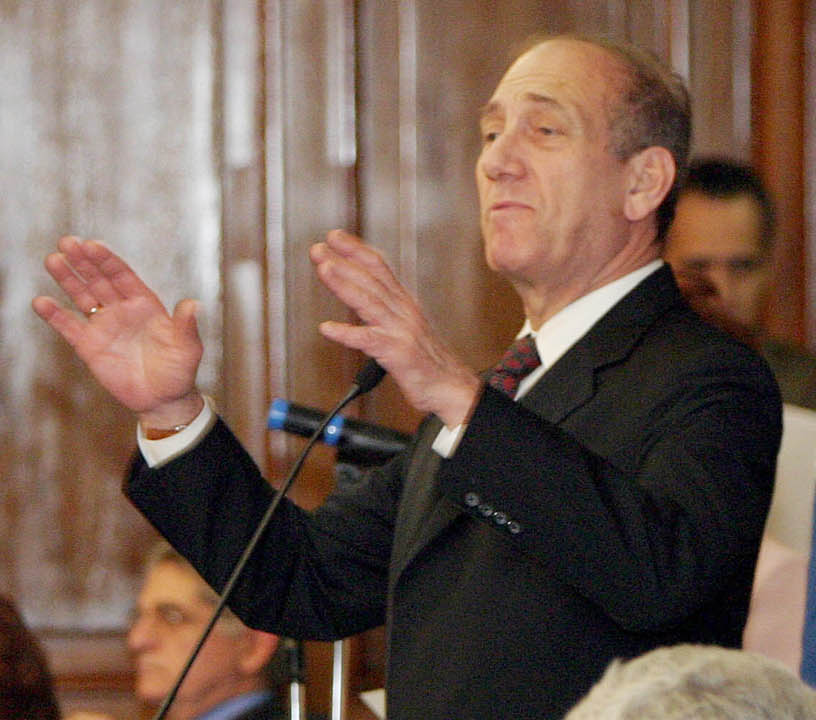
إيهود أولمرت (1993–2003)

أوري لوبوليانسكي

توالى على رئاسة بلدية القدس عدد من أعيان المدينة، كان أولهم «موسى العلمي». تولّى اليهود رئاسة البلدية لأوّل مرة في سنة 1937، وذلك عندما فاز «دانيال أوستر» برئاسة البلدية بدعم من حكومة الانتداب البريطانية. وعندما انقسمت القدس إلى شطرين، أصبحت هناك بلديتين: بلدية القدس الشرقية ورئيسها عربي، وبلدية القدس الغربية ويرأسها إسرائيلي. أما أوّل رؤساء بلدية القدس الشرقية فهو «أنور الخطيب»، وأوّل رؤساء بلدية القدس الغربية هو الحاكم العسكري «دوڤ يوسف». وعندما ضمّت إسرائيل القدس الشرقية بعد حرب الأيام الستة سنة 1967، أسست بلدية «أورشليم القدس» وتولّى رئاستها «ثيودور كولك». يشغل نير بركات منصب رئيس بلدية أورشليم القدس حاليًا، ويرأس زكي الغول بلدية القدس الشرقية، بما أن السلطة الوطنية الفلسطينية وأغلب دول العالم لا تعتبر ضم الأخيرة أنه ضم قانوني.

## رؤساء بلدية القدس (1863-1948)
- موسى العلمي (غير محدد)
- أحمد أغا العسلي (1848–1863)
- عبد الرحمن الدجاني (1863–1882)
- سليم الحسيني (1882–1897)
- ؟؟؟؟ (1897–1899)
- يوسف ضياء الدين المقدسي (1899–1907)
- فيضي العلمي (1907–1909)
- حسين الحسيني (1909–1917)
- عارف الدجاني (1917–1918)
- موسى الحسيني (1918–1920)
- راغب النشاشيبي (1920–1934)
- حسين الخالدي (1934–1937)
- دانيال أستر (1937–1938)
- مصطفى الخالدي (1938–1944)
- دانيال أستر (1944–1945)
- لجنة إداريّة (1945–1948)

## رؤساء بلدية القدس الغربية
- الحاكم العسكري، دوف يوسف (1948–1949)
- دانيال أستر (1949–1950)
- زلمان شرغاي (1951–1952)
- إسحق كارييف (1952–1955)
- غرشون أغرون (1955–1959)
- مردخاي إش شالوم (1959–1965)
- ثيودور كولك (1965–1993)
- إيهود أولمرت (1993–2003)
- أوري لوبوليانسكي (2003–2008)
- نير بركات (2008–2018)
- موشيه ليون (2018-الآن)

## رؤساء بلدية القدس الشرقية
- أنور الخطيب (1948–1950)
- عارف العارف (1950–1951)
- حنا عطا الله (1951–1952)
- عمر الوعري (1952–1955)
- لجنة إداريّة (1955–1957)
- روحي الخطيب (1957–1994)
- أمين المجج (1994–1998)[1]
- زكي الغول (1999-2019)[1][2]